# Euplica scripta
Euplica scripta, tên tiếng Anh: dotted, là một loài ốc biển, là động vật thân mềm chân bụng sống ở biển trong họ Columbellidae.

## Miêu tả
Loài này có kích thước giữa 9 mm and 22 mm

## Phân bố
Loài này phân bố over the entire hải vực Ấn Độ Dương-Thái Bình Dương and dọc theo Sri Lanka, Việt Nam và Úc.